# モーリス・レジェ
モーリス・レジェ（Maurice Léger 、1873年 - 1948年7月27日）はフランスの発明家である。ヘリコプターの発明者とされる。
パリで生まれた。エコール・サントラル・パリで機械工学を学んだ。軍務についた後、1899年にモナコの海洋学協会に職をえた。1901年2月にヘリコプター（プロペラで上昇する機械）の特許を取得した。1902年にモナコ大公アルベール1世の許可を得て、電気駆動の模型を製作し、1906年からエンジン駆動のヘリコプターを製作した。1907年5月には無人で10cmの浮上に成功し、6月13日には操縦者をのせて、15秒間80cmの浮上に成功したが、バランスを崩して、機体は破損した。アルベール1世が資金の供給をやめたことにより、ヘリコプターの実験は取りやめられた。レジェも航空の研究をやめ第一次世界大戦では、士官として働いた。
1923年になって、人を乗せたヘリコプターの最初の発明者としてレジオンドヌール勲章シュヴァリエ章が与えられた。